# Neolucanus spicatus
Neolucanus spicatus es una especie de coleóptero de la familia Lucanidae.

## Distribución geográfica
Habita en China.